# Slag om Bamberg
De Slag om Bamberg vond plaats op 9 maart 1632 tijdens de Dertigjarige Oorlog. Het leger van de Katholieke Liga onder leiding van Graaf Tilly veroverde de stad op de Zweden onder leiding van Gustaaf Horn.

## Voorgeschiedenis
Na zijn overwinning Slag bij Breitenfeld had de Zweedse koning Gustaaf Adolf in 1631 grote delen van Noord- en Midden-Duitsland veroverd. De troepen van de keizer en van de Katholieke Liga werden teruggedrongen naar Westfalen, Beieren en Oostenrijk. Het grootste deel van het Zweedse leger overwinterde rond Mainz waar Gustaaf Adolf zijn hoofdkwartier had ingericht.
Een deel van het Zweedse leger onder generaal Horn bleef actief en veroverde verschillende plaatsen in Franken. Op 10 februari veroverde Horn met een deel van het Zweedse leger de bisschopsstad Bamberg, de hoofdstad van het gelijknamige prinsbisdom. De verdediging van de stad werd overgelaten aan de burgers en de militie van het prinsbisdom, omdat de professionele eenheden van de Katholieke Liga uit de stad gevlucht waren. Na een beleg van slechts negen uur gaven de verdedigers van de stad zich over aan de Zweden omdat hun munitie op was.

## De herovering van Bamberg
De Katholieke Liga onder leiding van Graaf Tilly begon in maart met de tegenaanval. Tilly verzamelde de garnizoenen uit de Opper-Palts en voegde 8000 man van de Beierse militie aan zijn leger toe. Vanuit Nördlingen marcheerde hij met zijn leger naar Bamberg, waar hij op de avond van 9 maart aankwam. De voorhoede overviel de Zweedse cavalerieposten buiten de stad. De vluchtende cavaleristen veroorzaakten paniek onder de verdedigers in het oostelijke deel van Bamberg. Het leger van de Liga doorbrak de verdediging bij het Klooster van het Heilige Graf. Het oostelijke deel van de stad werd door de verdedigers snel opgegeven, maar de brug over de Regnitz die toegang tot het centrum gaf werd fel verdedigd. Toen het Horn lukte om de brug geheel te heroveren beval Tilly om twee zware kanonnen in een biergarten met uitzicht op de brug te plaatsen. Na een beschieting moest de brug worden opgegeven. De Zweedse commandant, de graaf van Solms-Laubach, stierf aan de verwondingen die hij tijdens de beschieting had opgelopen. De gevechten duurden tot middernacht, waarna het Zweedse leger de verdediging opgaf. Horn verloor een derde van zijn mannen, vooral door desertie, en trok zich terug naar Schweinfurt.

## Gevolgen
Graaf Tilly was te zwak om zijn succes in Bamberg verder uit te buiten. Gustaaf Adolf had na de Zweedse nederlaag een nieuwe overwinning nodig om zijn verschillende Duitse bondgenoten, zoals Württemberg, ervan te overtuigen om Zweden te blijven steunen. De koning marcheerde van Mainz naar Neurenberg, waarbij hij de overgebleven regimenten van Horns leger opnam. Op 31 maart kwam Gustaaf Adolf in Neurenberg aan, waar hij als held werd onthaald. Een week later veroverde hij Donauwörth en verzamelde genoeg manschappen om Beieren te kunnen binnenvallen.